# Karl Aemilius von Katte
Karl Aemilius (Emil) von Katte (* 1706 in Magdeburg; † 16. November 1757 in Berlin) war ein preußischer Generalmajor, Chef des Dragonerregiments Nr. 4 sowie Erbherr auf Camere, Scharlibbe, Wuest und Göthin.

## Leben

### Herkunft
Sein Vater war Heinrich Christoph von Katte (* 26. April 1675; † 21. November 1743), Erbherr von Kamern und Scharlibbe, sowie erzbischöflich magdeburgischer Kammerpräsident und Geheimer Rat sowie Amtshauptmann von Calbe und Gottesgnade zudem Ritter des preußischen Gnadenkreuzes. Seine Mutter war Ursula Dorothea, geborene von Möllendorff (* 8. Dezember 1678; † 28. Juli 1747). Der preußische Kriegsminister Heinrich Christoph von Katte (1699–1760), die preußischen Generale Johann Friedrich von Katte (1698–1764), Bernhard Christian von Katte (1700–1778) sowie der Major und Regimentschef August von Katte (1711–1779) waren seine Brüder. Der preußische Generalfeldmarschall Hans Heinrich von Katte (1681–1741) war sein Onkel.

### Militärkarriere
Katte immatrikulierte sich am 13. November 1724 als Student an der Martin-Luther-Universität Halle. Am 12. Juli 1732 trat er als Sousleutnant in das Dragonerregiment „von Katte“ der Sächsischen Armee. Bereits nach zwei Jahren dimittierte er am 7. August 1734 wieder und ging 1735 in österreichische Dienste. Dort stieg Katte 1740 zum Rittmeister im Regiment „Graf St. Ignon“ auf. Im Mai 1741 erhielt er einen zweimonatigen Urlaub zur Kur, kehrte aber auf Wunsch des Vaters nicht mehr in österreichische Dienste zurück. Katte wurde stattdessen am 5. Dezember 1741 beim Husarenregiment „von Malachowski“ in der Preußischen Armee angestellt. Kurze Zeit darauf wechselte er am 23. Dezember 1741 als Major in das Dragonerregiment „von Möllendorf“. Im Feldzug 1741/42 kämpfte Katte in der Schlacht bei Chotusitz und erhielt den Orden Pour le Mérite. Während des Feldzuges 1744/45 nahm er an der Schlacht bei Hohenfriedberg teil.
Es folgte am 7. August 1745 seine Beförderung zum Oberstleutnant sowie am 12. Mai 1750 zum Oberst. Als solcher erhielt Katte am 9. August das Kommando über das Dragonerregiment „von Schorlemer“. Mitte Dezember 1852 nahm Katte einen dreimonatigen Urlaub und übernahm im Anschluss daran die Remontepferde für sein Regiment in Langenhagen. Im Oktober 1756 übernahm er als Chef das Dragonerregiment „von Oertzen“ und wurde zum Generalmajor befördert. Im Feldzug 1756/57 zeichnete sich Katte in der Schlacht von Kolin aus. Er dimittierte krankheitsbedingt jedoch am 24. Oktober und verstarb kurz darauf am 16. November 1757 unverheiratet und wurde in Scharlibbe beigesetzt.